# Nové Strašecí
Nové Strašecí è una città della Repubblica Ceca facente parte del distretto di Rakovník, in Boemia Centrale.